# Àlex Moreno
Alexandre Moreno Lopera, kortweg Àlex Moreno, (Vilafranca del Penedès, 8 juni 1993) is een Spaans voetballer die bij voorkeur als linkervleugelverdediger speelt. Hij maakte in de zomer van 2023 de overstap van Real Betis naar Aston Villa.

## Clubcarrière

### Llagostera
Moreno speelde in de jeugd van FC Vilafranca en FC Barcelona voordat hij in 2012 terecht kwam bij UE Llagostera, dat uitkwam in de Segunda División B, de derde competitie van Spanje. Daar maakte hij op 23 september 2012 zijn debuut tegen UE Sant Andreu. Op 6 januari 2013 scoorde hij zijn eerste doelpunt uit zijn carrière tegen CD Atletico Baleares. Hij speelde 31 wedstrijden voor Llagostera en kwam daarin tot twee goals.

### RCD Mallorca
Op 4 juli maakte RCD Mallorca bekend dat het Moreno transfervrij had overgenomen van Llagostera. Daar maakte hij op 13 augustus in de Segunda División A tegen CE Sabadell. Op 4 januari 2014 maakte hij tegen UD Las Palmas zijn eerste doelpunt voor Mallorca. Hij speelde 32 wedstrijden voor Mallorca dat seizoen en kwam daarin tot twee goals en een assist. 

### Rayo Vallecano
In de zomer van 2014 vertrok Moreno naar Rayo Vallecano, dat op het hoogste niveau van Spanje uitkwam. Als invaller tegen Elche CF maakte op hij 14 september zijn debuut. Op 4 december maakte in de bekerwedstrijd tegen Valencia CF zijn eerste treffer voor Rayo Vallecano. Hij kwam tot slechts elf competitiewedstrijden dat seizoen. 
Daarom werd hij in het seizoen 2015/16 voor één jaar uitgeleend aan Elche CF, dat juist was gedegradeerd uit de Primera Division. Een niveautje lager kwam Moreno tot 41 wedstrijden, twee goals en vier assists. Na zijn verhuurperiode kwam hij terug bij Rayo Vallecano, dat eveneens was gedegradeerd.
In het seizoen 2016/17 veroverde hij definitief een basisplaats bij Rayo Vallecano en kwam hij tot vier goals en vier assists in 37 wedstrijden, hoewel Rayo teleurstellend als twaalfde eindigde. Het seizoen erop werd hij kampioen met Rayo en miste hij zelf slechts twee competitiewedstrijden. Het jaar erop eindigde Rayo echter als laatste in de Primera Division. Zelf zou Moreno niet terugkeren naar het tweede niveau. In vier seizoenen kwam Moreno tot 127 wedstrijden, negen goals en negen assists voor Rayo.

### Real Betis
Moreno vervolgde zijn carrière in de zomer van 2019 bij Real Betis, dat 9,7 miljoen euro betaalde aan het gedegradeerde Rayo. Hij maakte op 15 september tegen Getafe CF zijn debuut voor Real Betis. Tussen 23 november en 22 december 2019 kwam Moreno in vier opeenvolgende wedstrijden telkens tot een assist. Hij scoorde op 11 januari 2020 tegen Club Portugalete voor de beker zijn eerste treffer voor Real Betis. 
In zijn tweede seizoen eindigde Moreno met Betis zesde en bereikte hij de kwartfinale van de beker. Het jaar erop debuteerde hij daarom in het hoofdtoernooi van de Europa League. Verder eindigde het vijfde in de competitie en won het op 23 april 2022 de bekerfinale van Valencia CF. Moreno speelde 105 minuten en zag zijn ploeg met strafschoppen winnen. Halverwege het seizoen 2022/23, terwijl Betis eerste was geworden in de Europa League-groepsfase en vierde stond in de competitie, vertrok Moreno. Hij kwam tot 122 wedstrijden voor Betis en kwam daarin tot zes goals en veertien assists.

### Aston Villa
In de winter van 2023 werd Moreno door landgenoot Unai Emery voor 13,5 miljoen euro overgenomen door Aston Villa, waar hij een contract tekende tot de zomer van 2026. Hij ging op de linksbackpositie concurreren met Lucas Digne. Hij maakte op 13 januari tegen Leeds United zijn debuut in de Premier League. Moreno miste een groot deel van de eerste seizoenshelft van het seizoen 2023/24 door een hamstringblessure, maar kwam vanaf december weer elke wedstrijd tot speelminuten. Hij maakte op 17 december tegen Brentford zijn eerste doelpunt voor Aston Villa. Dat seizoen haalde Moreno de halve finale van de Conference League en eindigde hij vierde in de Premier League, wat deelname aan de Champions League betekende.

## Clubstatistieken
| Seizoen | Club                | Competitie         | Competitie | Competitie | Beker | Beker | Internationaal | Internationaal | Totaal | Totaal |
| Seizoen | Club                | Competitie         | Wed.       | Dlp.       | Wed.  | Dlp.  | Wed.           | Dlp.           | Wed.   | Dlp.   |
| ------- | ------------------- | ------------------ | ---------- | ---------- | ----- | ----- | -------------- | -------------- | ------ | ------ |
| 2012/13 | Llagostera          | Segunda División B | 27         | 2          | 4     | 0     | –              | –              | 31     | 2      |
| 2013/14 | RCD Mallorca        | Segunda División A | 31         | 2          | 1     | 0     | –              | –              | 32     | 2      |
| 2014/15 | Rayo Vallecano      | Primera División   | 11         | 0          | 2     | 1     | –              | –              | 13     | 1      |
| 2015/16 | → Elche             | Segunda División A | 40         | 2          | 1     | 0     | –              | –              | 41     | 2      |
| 2016/17 | Rayo Vallecano      | Segunda División A | 37         | 4          | 1     | 0     | –              | –              | 38     | 4      |
| 2017/18 | Rayo Vallecano      | Segunda División A | 40         | 3          | 0     | 0     | –              | –              | 40     | 3      |
| 2018/19 | Rayo Vallecano      | Primera División   | 36         | 1          | 0     | 0     | –              | –              | 36     | 1      |
| 2019/20 | Real Betis          | Primera División   | 31         | 0          | 2     | 1     | –              | –              | 33     | 1      |
| 2020/21 | Real Betis          | Primera División   | 23         | 0          | 2     | 0     | –              | –              | 25     | 0      |
| 2021/22 | Real Betis          | Primera División   | 30         | 5          | 8     | 0     | 7              | 0              | 45     | 5      |
| 2022/23 | Real Betis          | Primera División   | 15         | 0          | 0     | 0     | 4              | 0              | 19     | 0      |
| 2022/23 | Aston Villa         | Premier League     | 19         | 0          | 0     | 0     | –              | –              | 19     | 0      |
| 2023/24 | Aston Villa         | Premier League     | 21         | 2          | 3     | 0     | 5              | 1              | 29     | 3      |
| 2024/25 | → Nottingham Forest | Premier League     | 11         | 0          | 1     | 0     | –              | –              | 12     | 0      |
| Totaal  | Totaal              | Totaal             | 372        | 21         | 22    | 2     | 16             | 1              | 410    | 24     |

Bijgewerkt op 5 januari 2025.

## Erelijst
| Competitie   |            |            |
| Competitie   | Aantal     | Jaren      |
| Real Betis   | Real Betis | Real Betis |
| ------------ | ---------- | ---------- |
| Copa del Rey | 1x         | 2021/22    |

4 Morato ·
5 Murillo ·
6 Sangaré ·
7 Williams ·
8 Anderson ·
9 Awoniyi ·
10 Gibbs-White ·
11 Wood ·
12 Omobamidele ·
14 Hudson-Odoi ·
15 Toffolo ·
16 Domínguez ·
17 Moreira ·
18 Ward-Prowse ·
19 Moreno ·
21 Silva ·
21 Elanga ·
22 Yates  ·
24 Sosa ·
25 Dennis ·
26 Sels ·
28 Danilo ·
30 Boly ·
31 Milenković ·
32 O'Brien ·
33 Miguel ·
34 Aina ·
Coach: Nuno
· Assistent-coach: Reid